# Ciclismo ai Giochi della XXXIII Olimpiade - BMX freestyle maschile
Le gare di BMX freestyle maschile ai Giochi della XXXIII Olimpiade di Parigi si sono svolte dal 30 al 31 luglio 2024 presso Place de la Concorde. Alla competizione hanno preso parte 12 atleti in rappresentanza di 11 nazioni.
La competizione è stata vinta dall'argentino José Torres, mentre il britannico Kieran Reilly e il francese Anthony Jeanjean hanno ottenuto rispettivamente la medaglia d'argento e di bronzo.

## Formato di gara
Le gare di BMX freestyle sono suddivise in un turno di qualificazione e un turno finale, dove il primo vede coinvolti tutti i 12 ciclisti mentre alla gara per le medaglie accedono solamente i primi migliori nove dopo il turno di qualificazione.
Nel turno di qualificazione, ognuno dei 12 atleti esegue due run ed il punteggio dei singoli ciclisti è dato dalla media dei punteggi ottenuti in queste due run. Il punteggio viene assegnato su una base da 0.00 a 99.99. Il valore del punteggio viene assegnato sulla base di alcuni indicatori come difficoltà dei trick, acrobazie eseguite, varietà, originalità, qualità nell’esecuzione e nell’atterraggio, ampiezza, fluidità, uso creativo del percorso, fattore di rischio e stile.
Concluso il turno di qualificazione, accedono alla finale solamente i primi nove atleti per punteggio ottenuto. Le posizioni ottenute dopo il turno di qualificazione vengono invertite per stilare l'ordine di partenza della gara finale: il nono classificato è il primo a gareggiare in finale mentre l’atleta con il punteggio più alto di qualificazione è l’ultimo ad esibirsi. Anche nella finale ognuno dei ciclisti in gara esegue due run, ma per definire la classifica finale viene utilizzato solamente il miglior punteggio ottenuto.

## Programma
| Data           | Ora (UTC+2) | Turno          |
| -------------- | ----------- | -------------- |
| 30 luglio 2024 | 15:11       | Qualificazioni |
| 31 luglio 2024 | 14:32       | Finale         |
| Fonte:         |             |                |

## Risultati

### Qualificazioni
I primi nove migliori ciclisti accedono alla finale.
| Pos.   | Ciclista           | Nazione       | Run 1 | Run 2 | Media | Note |
| ------ | ------------------ | ------------- | ----- | ----- | ----- | ---- |
| 1      | Kieran Reilly      | Gran Bretagna | 91.68 | 90.75 | 91.21 | Q    |
| 2      | Marcus Christopher | Stati Uniti   | 90.10 | 88.87 | 89.48 | Q    |
| 3      | Logan Martin       | Australia     | 88.56 | 90.22 | 89.39 | Q    |
| 4      | Justin Dowell      | Stati Uniti   | 88.40 | 89.74 | 89.07 | Q    |
| 5      | Anthony Jeanjean   | Francia       | 87.22 | 87.94 | 87.58 | Q    |
| 6      | Rim Nakamura       | Giappone      | 87.20 | 86.87 | 87.03 | Q    |
| 7      | José Torres        | Argentina     | 86.24 | 87.08 | 86.66 | Q    |
| 8      | Gustavo Oliveira   | Brasile       | 85.51 | 86.07 | 85.79 | Q    |
| 9      | Ernests Zēbolds    | Lettonia      | 84.60 | 85.29 | 84.94 | Q    |
| 10     | Jeffrey Whaley     | Canada        | 76.20 | 80.83 | 78.51 |      |
| 11     | Marin Ranteš       | Croazia       | 85.19 | 67.40 | 76.29 |      |
| 12     | Vincent Leygonie   | Sudafrica     | 73.20 | 78.50 | 75.85 |      |
| Fonte: |                    |               |       |       |       |      |

### Finale
| Pos.    | Ciclista           | Nazione       | Run 1 | Run 2 | MP    | Note |
| ------- | ------------------ | ------------- | ----- | ----- | ----- | ---- |
| Oro     | José Torres        | Argentina     | 94.82 | 92.12 | 94.82 |      |
| Argento | Kieran Reilly      | Gran Bretagna | 93.70 | 93.91 | 93.91 |      |
| Bronzo  | Anthony Jeanjean   | Francia       | 3.22  | 93.76 | 93.76 |      |
| 4       | Marcus Christopher | Stati Uniti   | 29.40 | 93.11 | 93.11 |      |
| 5       | Rim Nakamura       | Giappone      | 90.35 | 90.89 | 90.89 |      |
| 6       | Gustavo Oliveira   | Brasile       | 90.20 | 88.88 | 90.20 |      |
| 7       | Justin Dowell      | Stati Uniti   | 88.35 | 54.60 | 88.35 |      |
| 8       | Ernests Zēbolds    | Lettonia      | 86.04 | 87.14 | 87.14 |      |
| 9       | Logan Martin       | Australia     | 64.40 | 33.40 | 64.40 |      |
| Fonte:  |                    |               |       |       |       |      |